# Bohdan Głuchowski
Bohdan Marian Głuchowski (ur. 26 lutego 1946 w Sulkach, zm. 23 listopada 2018 w Mikułowicach) – polski inżynier i polityk, poseł na Sejm X kadencji (1989–1991).

## Życiorys
Syn Bonifacego i Regmundy. W 1977 ukończył studia na Wydziale Inżynierii Lądowej Politechniki Warszawskiej. Pracował w Państwowym Przedsiębiorstwie Geodezyjnym w Warszawie, uzyskując w latach 60. dyplom technika geodety. W 1967 rozpoczął pracę w prezydium powiatowej rady narodowej w Węgrowie, a trzy lata później w administracji dróg publicznych w Busku-Zdroju, w 1979 obejmując stanowisku dyrektora. Był przewodniczącym miejsko-gminnej rady Patriotycznego Ruchu Odrodzenia Narodowego i radnym miejskiej rady narodowej w Busku-Zdroju. Był członkiem Ogólnopolskiego Porozumienia Związków Zawodowych.
W 1989 uzyskał mandat posła na Sejm kontraktowy. Został wybrany w okręgu pińczowskim z puli Polskiej Zjednoczonej Partii Robotniczej. Na koniec kadencji należał do Parlamentarnego Klubu Lewicy Demokratycznej, był członkiem Komisji Handlu i Usług, Komisji Samorządu Terytorialnego, Gospodarki Przestrzennej i Komunalnej oraz dwóch komisji nadzwyczajnych. W 1991 nie ubiegał się o reelekcję.

## Odznaczenia
Odznaczony Srebrnym (1985) i Złotym (1999) Krzyżem Zasługi.

## Życie prywatne
Bohdan Głuchowski był żonaty, miał córkę i syna. Mieszkał w Busku-Zdroju.